# Banca della riserva di Vanuatu
La banca della riserva di Vanuatu è la banca centrale dello stato oceaniano di Vanuatu.
La valuta ufficiale che stampano e coniano è il vatu.